# 拉莫頻率
拉莫頻率出現在磁共振現象學中，指的是特定自旋在一定主磁場強度B0下會具有的共振頻率。數學關係可以簡單寫為：
{\displaystyle f_{0}={\frac {\gamma }{2\pi }}B_{0}\,}
其中f0為拉莫頻率，以赫茲表示；B0為主磁場強度，以特斯拉表示；γ為旋磁比，為兩者間的比例常數，一種特定自旋具有固定值。

## 外部連結
- Hyperphysics: Larmor frequency （页面存档备份，存于）